# The Avenging Shadow
The Avenging Shadow è un film muto del 1928 diretto da Ray Taylor. Prodotto da Fred J. McConnell e sceneggiato da Bennett Cohen, aveva come protagonista il cane Klondike che, in quell'anno, girò quattro film.

## Trama
Accusato falsamente di essere l'autore di una rapina, l'impiegato di banca James Hamilton viene condannato ai lavori forzati. I veri colpevoli - George Brooks, uno dei carcerieri, e Worthington, anche lui impiegato alla banca - credono di essere ormai al sicuro. Ma Klondike, il fedele cane di Hamilton, segue il padrone fino al campo di prigionia e lo aiuta a fuggire. Quando poi, Klondike riuscirà a far confessare Brooks, la verità verrà ristabilita e Hamilton sarà riabilitato.

## Distribuzione
Il copyright del film, richiesto dalla Pathé Exchange, Inc., fu registrato il 18 aprile 1928 con il numero LP25166.

Distribuito dalla Pathé Exchange, il film uscì nelle sale statunitensi il 29 aprile 1928.
Copia della pellicola si trova conservata negli archivi dell'Eye Film Institute Netherlands di Amsterdam.